# Letní stadion Kopřivnice
Letní stadion Kopřivnice – wielofunkcyjny stadion w Kopřivnicach, w Czechach. Został otwarty w 1955 roku. Może pomieścić 15 000 widzów. Wyróżniającą cechą stadionu jest fakt, iż posiada on bieżnię lekkoatletyczną i otaczający ją tor żużlowy. Długość toru żużlowego wynosi 480 m, jego szerokość na prostych to 10,5 m, a na łukach 12,5 m. Z obiektu korzystają piłkarze klubu FC Kopřivnice, lekkoatleci Atletického klubu Emila Zátopka oraz żużlowcy zespołu AK Plochá dráha Kopřivnice.
Stadion został uroczyście otwarty w dniach 28–29 maja 1955 roku, choć już w 1954 roku na niedokończonym jeszcze obiekcie odbyła się spartakiada oraz pierwsze zawody żużlowe. Stadion posiada nietypową konfigurację, gdyż posiada zarówno bieżnię lekkoatletyczną, jak i otaczający tą bieżnię tor żużlowy, powstały w dużej mierze dzięki zabiegom Rudolfa Dudy. Obiekt na samym początku nie posiadał trybuny głównej, z jej budową wystartowano w 1957 roku. Pierwotnie stadion nosił imię pochodzącego z Kopřivnic lekkoatlety Emila Zátopka, po praskiej wiośnie został przemianowany na „Letní stadion”. 21 czerwca 1987 roku na stadionie przy pełnych trybunach rozegrano mecz finałowy piłkarskiego Pucharu Czechosłowacji (DAC Dunajská Streda – Sparta Praga 0:0, k. 3:2). Był to pierwszy i jedyny raz, kiedy klub z Dunajskiej Stredy zdobył to trofeum. W 2019 roku rozpoczęto modernizację obiektu. Jej koniec planowany jest na czerwiec 2020 roku, w ramach prac ma powstać m.in. nowa, tartanowa bieżnia lekkoatletyczna, zachowany zostanie również tor żużlowy.